# Altamira (Huila)
Pour les articles homonymes, voir Altamira (homonymie).
Altamira est une municipalité située dans le département de Huila, en Colombie.